# 찰과상

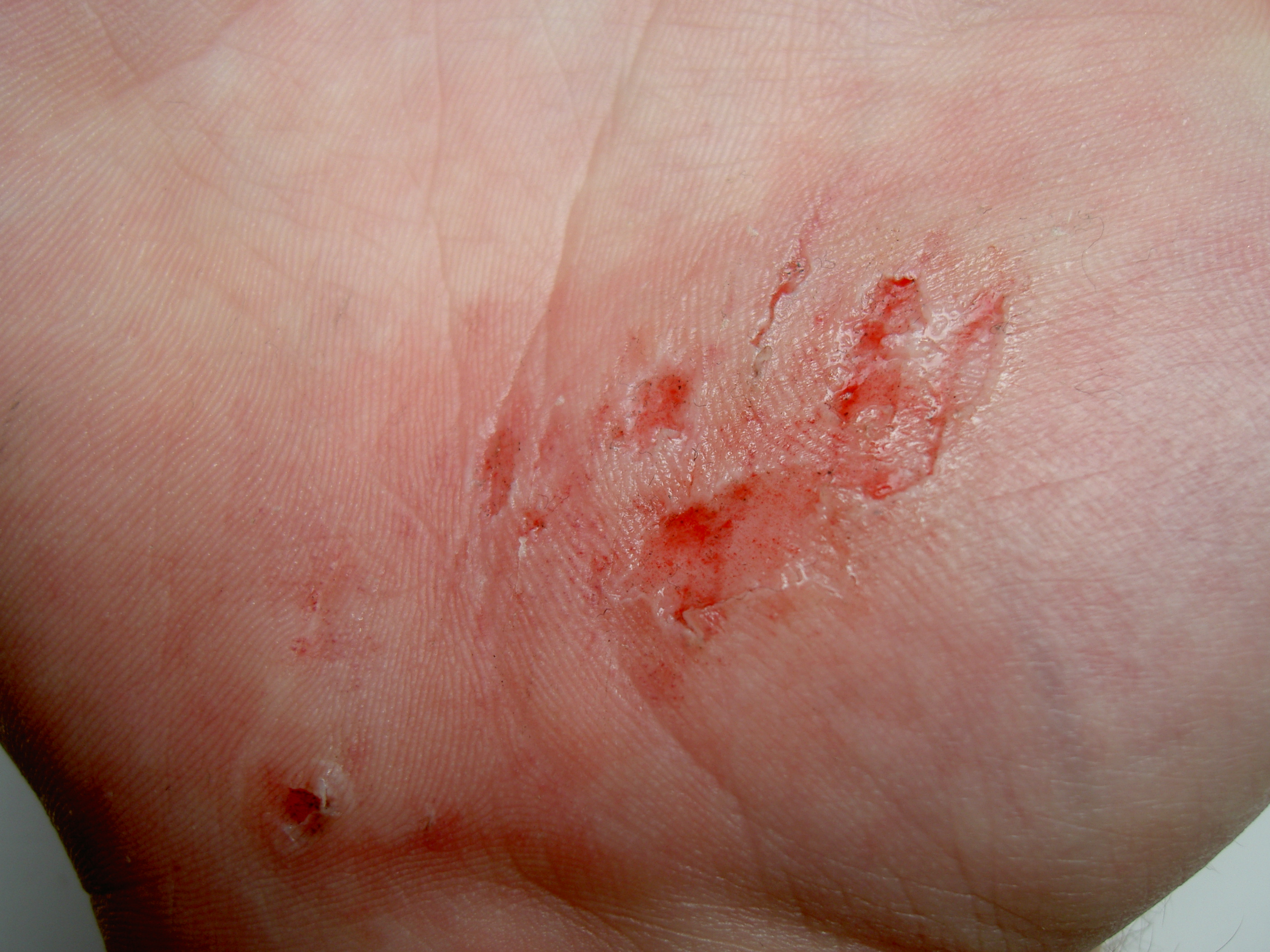

찰과상(擦過傷, abrasion)은 피부가 벗겨지지만 표피층 이하는 손상되지 않은 상처다. 열상에 비하면 대수롭지 않으며, 출혈은 없거나 있다고 해도 최소한에 그친다. 일반적으로 흉터를 형성하지 않으나 깊은 찰과상은 흉터를 만들 수도 있다. 피부 껍질 전체가 벗겨지는 심각한 찰과상을 박리라고 한다.